# Saison 2 de Dexter
Chronologie
Saison 1 Saison 3
La deuxième saison de la série télévisée américaine Dexter comporte 12 épisodes diffusés du 30 septembre au 16 décembre 2007.

## Généralités
Cette deuxième saison ne suit pas les évènements du livre de Jeff Lindsay, Le Passager noir, qui est la suite du premier livre Ce cher Dexter.
Dexter a tué Brian Moser, qui était en réalité son frère. De son côté, Doakes le soupçonne de plus en plus d'accomplir des meurtres. Tandis que Rita s'interroge sur Dexter quant à de potentiels problèmes de dépendance à l'alcool ou à la drogue.
En France, la série a été diffusée sur Canal+ à partir du 8 janvier 2009, et sur TF1 à partir du 7 septembre 2011.

## Synopsis
Dexter Morgan n'est pas exactement un citoyen américain comme les autres, il porte un lourd secret. Dexter est expert en médecine légale spécialisé dans l'analyse de traces de sang pour la police le jour, et tueur en série la nuit.
Victime d'un traumatisme dans sa plus tendre enfance puis recueilli par un officier de police de Miami, il se dit incapable de ressentir la moindre émotion. Incapable, si ce n'est lorsqu'il satisfait ses pulsions meurtrières, que son père adoptif, Harry Morgan, lui a appris à canaliser. De fait, Dexter ne tue que les autres tueurs qui sont parvenus à échapper au système judiciaire…

## Distribution

### Acteurs principaux
- Michael C. Hall (VF : Patrick Mancini) : Dexter Morgan
- Julie Benz (VF : Anneliese Fromont de Vitis) : Rita Bennett
- Jennifer Carpenter (VF : Stéphanie Hédin) : Debra Morgan
- Erik King (VF : Patrick Bonnel) : James Doakes
- C. S. Lee (VF : Pierre Val) : Vince Masuka
- Lauren Vélez (VF : Marie Vincent) : Maria LaGuerta
- David Zayas (VF : Enrique Carballido) : Angel Batista
- James Remar (VF : Patrice Baudrier) : Harry Morgan

### Acteurs récurrents
- Christina Robinson (VF : Alice de Vitis) : Astor Bennett
- Preston Bailey (VF : Volidia Girard) : Cody Bennett
- Dominic Janes (en) (VF : Virgil Leclaire) : Dexter enfant
- Devon Graye (VF : Mathieu Laurent) : Dexter adolescent
- Keith Carradine (VF : Christian Cloarec) : agent Frank Lundy[2]
- Geoff Pierson (VF : Jean Barney) : Tom Matthews
- Jaime Murray (VF : Marion Valantine) : Lila Tournay[3] (10 épisodes)
- JoBeth Williams (VF : Sylvie Genty) : Gail Brandon, mère de Rita[4] (4 épisodes)
- Christian Camargo (VF : Anatole de Bodinat) : Rudy Cooper / Brian Moser (épisode 2)
- Mark Pellegrino (VF : Nicolas Lormeau) : Paul Bennett (épisode 1)

## Résumé de la saison
Le début de cette deuxième saison reprend 38 jours après la fin de la première. Dexter a du mal à se remettre du meurtre de son frère, cela le déstabilise et les soupçons du sergent Doakes n'arrangent rien. Ce dernier n'arrête pas de le suivre pour le prendre en flagrant délit. Et cela ne fait qu'empirer lorsque des plongeurs découvrent par accident des dizaines de cadavres, jetés par Dexter au fond de l'océan. C'est maintenant le FBI qui se charge de l'enquête.
Un agent du FBI, Frank Lundy, enquête sur les cadavres du Boucher de Bay Harbor, qui est en fait le cimetière des victimes de Dexter. De plus, il a une relation amoureuse avec Debra, la sœur de Dexter.
De son côté, Dexter rencontre Lila, une ancienne droguée devenue artiste avec qui il se lie d'amitié, car elle semble avoir un « passager noir », comme lui. 
La mère de Rita Bennett débarque dans la vie de sa fille et essaye de savoir qui est vraiment ce Dexter. Il a alors fort à faire et va lui prouver qu'il est quelqu'un de responsable…

## Liste des épisodes

### Épisode 1:L'Ombre d'un doute
- États-Unis /  Canada : 30 septembre 2007 sur Showtime / The Movie Network et Movie Central[5]
- Belgique : 27 octobre 2008 sur Be TV
- France : 
  - 8 janvier 2009 sur Canal+
  - 7 septembre 2011 sur TF1[6]
- Québec : 3 mars 2009 sur Mystère[7]

- États-Unis : 1,09 million de téléspectateurs[8] (première diffusion
- France : 1,9 million de téléspectateurs (première diffusion)

### Épisode 2:Faire le deuil
- États-Unis : 7 octobre 2007 sur Showtime
- Belgique : 27 octobre 2008 sur Be TV
- France :
  - 8 janvier 2009 sur Canal+
  - 7 septembre 2011 sur TF1[6]

- États-Unis : 890 000 téléspectateurs
- France : 1,2 million de téléspectateurs (première diffusion)

### Épisode 3:Mensonges et Conséquences
- États-Unis : 14 octobre 2007 sur Showtime
- Belgique : 3 novembre 2008 sur Be TV
- France : 
  - 15 janvier 2009 sur Canal+
  - 14 septembre 2011 sur TF1[6]

- États-Unis : 950 000 téléspectateurs
- France : 2 millions de téléspectateurs (première diffusion)

### Épisode 4:Transparence
- États-Unis : 21 octobre 2007 sur Showtime
- Belgique : 3 novembre 2008 sur Be TV
- France : 
  - 15 janvier 2009 sur Canal+
  - 14 septembre 2011 sur TF1[6]

- États-Unis : 800 000 téléspectateurs
- France : 1,3 million de téléspectateurs (première diffusion)

### Épisode 5:Ami ou Ennemi?
- États-Unis : 28 octobre 2007 sur Showtime
- Belgique : 10 novembre 2008 sur Be TV
- France : 
  - 22 janvier 2009 sur Canal+
  - 21 septembre 2011 sur TF1[6]

- États-Unis : 630 000 téléspectateurs
- France : 1,7 million de téléspectateurs (première diffusion)

- Tony Amendola : Santos Jimenez

### Épisode 6:Dex, Mensonges et Vidéo
- États-Unis : 4 novembre 2007 sur Showtime
- Belgique : 10 novembre 2008 sur Be TV
- France : 
  - 22 janvier 2009 sur Canal+
  - 21 septembre 2011 sur TF1[6]
- Québec : 7 avril 2009 sur Mystère[9]

- France : 950 000 téléspectateurs (première diffusion)

- Silas Weir Mitchell (Ken Olson)

### Épisode 7:Allumez le feu
- États-Unis : 11 novembre 2007 sur Showtime
- Belgique : 17 novembre 2008 sur Be TV
- France : 
  - 29 janvier 2009 sur Canal+
  - 28 septembre 2011 sur TF1[6]

- États-Unis : 840 000 téléspectateurs
- France : 1,8 million de téléspectateurs (première diffusion)

### Épisode 8:L’Étau se resserre
- États-Unis : 18 novembre 2007 sur Showtime
- Belgique : 17 novembre 2008 sur Be TV
- France : 
  - 29 janvier 2009 sur Canal+
  - 28 septembre 2011 sur TF1[6]

- États-Unis : 1,23 million de téléspectateurs
- France : 1,1 million de téléspectateurs (première diffusion)

- Tony Amendola : Santos Jimenez

### Épisode 9:Trophées
- États-Unis : 25 novembre 2007 sur Showtime
- Belgique : 24 novembre 2008 sur Be TV
- France : 
  - 5 février 2009 sur Canal+
  - 5 octobre 2011 sur TF1[6]

- France : 1,8 million de téléspectateurs (première diffusion)

- Dans l'épisode précédent, lors d'une réunion de travail dirigé par Lundy, plusieurs policiers plaisantent en citant la série de science-fiction Star Trek.
- Le titre en version originale, Resistance Is Futile, est un clin d'œil à cette série, car cette expression est le mot d'ordre des Borgs, de très puissants êtres mi-vivants mi-machines.

### Épisode 10:Harry dans tous ses états
- États-Unis : 2 décembre 2007 sur Showtime
- Belgique : 24 novembre 2008 sur Be TV
- France : 
  - 5 février 2009 sur Canal+
  - 5 octobre 2011 sur TF1[6]

- États-Unis : 1,08 million de téléspectateurs
- France : 1,1 million de téléspectateurs (première diffusion)

### Épisode 11:Droit devant
- États-Unis : 9 décembre 2007 sur Showtime
- Belgique : 1er décembre 2008 sur Be TV
- France : 
  - 12 février 2009 sur Canal+
  - 12 octobre 2011 sur TF1[6]

- États-Unis : 890 000 téléspectateurs
- France : 1,7 million de téléspectateurs (première diffusion)

### Épisode 12:Âme sœur
- États-Unis : 16 décembre 2007 sur Showtime
- Belgique : 1er décembre 2008 sur Be TV
- France : 
  - 12 février 2009 sur Canal+
  - 12 octobre 2011 sur TF1[6]

- États-Unis : 1,4 million de téléspectateurs[10] (première diffusion)
- France : 1,2 million de téléspectateurs (première diffusion)